# Liste der Bodendenkmale in Neetze
In der Liste der Bodendenkmale in Neetze sind alle Bodendenkmale der niedersächsischen Gemeinde Neetze aufgelistet. Die Quelle ist der Denkmalatlas Niedersachsen. Der Stand der Liste ist der 26. Juli 2024.

## Allgemein
In den Spalten finden sich folgende Informationen des Bodendenkmales :
- Lage        : geographische Koordinaten
- Bezeichnung : Bezeichnung lt. Denkmalatlas
- Beschreibung: Beschreibung lt. Denkmalatlas
- ID          : Objekt-ID
- Bild        : Bild, ggf. zusätzlich mit Link zu weiteren Fotos im Medienarchiv Wikimedia Commons.

## Neetze
| Lage                         | Bezeichnung                        | Beschreibung | ID       | Bild |
| ---------------------------- | ---------------------------------- | --- | -------- | ---- |
| 53° 16′ 24″ N, 10° 36′ 48″ O | Neetze 2, Grabhügel                | Fast rund; Dm. 20 m, H. 2 m. Ränder teilweise angeschnitten und versteilt, am Ost-Rand Parzellengraben. Oberfläche unregelmäßig. Im Bereich der Kuppe Eingrabung mit L. 10 m und Br. 3 m. | 28932373 | BW   |
| 53° 15′ 55″ N, 10° 39′ 22″ O | Neetze 61, Grabhügel (Brummelberg) | Dm. 8,5 m; H. 0,55 m. | 28932395 | BW   |
| 53° 16′ 34″ N, 10° 36′ 39″ O | Neetze 71, Grabhügel               | Oval, Nord-Süd orientiert, Länge 15 m, Breite 13,5 m, und Höhe 1,4 m. Oberfläche unregelmäßig und in der Kuppe eine Mulde und weitere kleine Vertiefungen.                                | 28932508 | BW   |

### Neetze 12
| Lage                         | Bezeichnung | Beschreibung | ID       | Bild |
| ---------------------------- | ----------- | --- | -------- | ---- |
| 53° 17′ 40″ N, 10° 37′ 4″ O  | Neetze 12   | Fast rund, Dm. 22 m; H. 1,6 m. Kuppenbereich flach eingesenkt.                                                                         | 28932391 | BW   |
| 53° 17′ 41″ N, 10° 37′ 7″ O  | Neetze 13   | Fast rund, Dm. 17 m; H. 1,4 m. Rand im Norden abgesetzt, sonst auslaufend.                                                             | 28932393 | BW   |
| 53° 17′ 41″ N, 10° 37′ 17″ O | Neetze 92   | Fast rund, Dm. Nord-Süd 11 m; Ost-West 13 m; H. bis 1 m. Südost-Rand flach auslaufend.                                                 | 28929926 | BW   |
| 53° 17′ 41″ N, 10° 37′ 14″ O | Neetze 93   | Fast rund, Dm. 12 m; H. 0,6 m. Nach Norden abgesetzt. Ost-Rand und Mitte durch in Nord-Süd-Richtung verlaufende Pflanzfurchen gestört. | 28929928 | BW   |
| 53° 17′ 41″ N, 10° 37′ 10″ O | Neetze 94   | Fast rund, Dm. 18 m; H. 1,1 m. Nord-Hälfte abgesetzt; nach Süden läuft der Rand flach aus. Kleinere Mulden.                            | 28934616 | BW   |
| 53° 17′ 40″ N, 10° 37′ 17″ O | Neetze 95   | Fast rund, Dm. 7 m; H. 0,6 m. | 28934618 | BW   |

### Neetze 16
Westlich von Neetze, an der Grenze zur Gemarkung Boltersen liegt ein Buckelgräberfeld, bestehend aus 47 Buckelgräbern. Die kleinen Hügelchen haben Durchmesser zwischen 3,0 bis 9,0 m und Höhen von 0,2 bis 0,7 m. Das Gräberfeld ist Teil einer sehr umfangreichen Nekropole am Uhlenberg und setzt sich in der Gemeinde Rullstorf, Gemarkung Boltersen fort (dort als FStNr. 53 geführt).

| Lage                       | Bezeichnung | Beschreibung | ID       | Bild |
| -------------------------- | ----------- | --- | -------- | ---- |
| 53° 16′ 4″ N, 10° 36′ 3″ O | Neetze      | Dm. 3 m; H. 0,35 m. Fast rund. Am Südwest-Rand durch Graben angeschnitten.                                            | 28932936 | BW   |
| 53° 16′ 4″ N, 10° 36′ 3″ O | Neetze      | Dm. 3,8 m; H. 0,25 m. Rand auslaufend.                                                                                | 28932938 | BW   |
| 53° 16′ 4″ N, 10° 36′ 2″ O | Neetze      | | 28932940 | BW   |
| 53° 16′ 5″ N, 10° 36′ 2″ O | Neetze      | Dm. 5,4 m. | 28932942 | BW   |
| 53° 16′ 4″ N, 10° 36′ 3″ O | Neetze      | Dm. 5 m; H. 0,3 m. Rand auslaufend.                                                                                   | 28932944 | BW   |
| 53° 16′ 5″ N, 10° 36′ 4″ O | Neetze      | Dm. 5,5 m; H. 0,4 m. Rand auslaufend.                                                                                 | 28932946 | BW   |
| 53° 16′ 5″ N, 10° 36′ 5″ O | Neetze      | | 28932948 | BW   |
| 53° 16′ 5″ N, 10° 36′ 5″ O | Neetze      | | 28932950 | BW   |
| 53° 16′ 5″ N, 10° 36′ 5″ O | Neetze      | | 28932952 | BW   |
| 53° 16′ 4″ N, 10° 36′ 4″ O | Neetze      | Dm. 4 m; H. 0,3 m. Rand auslaufend.                                                                                   | 28932954 | BW   |
| 53° 16′ 4″ N, 10° 36′ 4″ O | Neetze      | Dm. 3,5 m; H. 0,3 m. Rand auslaufend.                                                                                 | 28932956 | BW   |
| 53° 16′ 4″ N, 10° 36′ 4″ O | Neetze      | Dm. 3 m; H. 0,2 m. Kuppe abgeflacht, Rand auslaufend.                                                                 | 28932958 | BW   |
| 53° 16′ 4″ N, 10° 36′ 4″ O | Neetze      | Dm. 3,5 m; H. 0,25 m. Rand auslaufend.                                                                                | 28932960 | BW   |
| 53° 16′ 4″ N, 10° 36′ 3″ O | Neetze      | Dm. 3 m; H. 0,25 m. Rand auslaufend.                                                                                  | 28932962 | BW   |
| 53° 16′ 4″ N, 10° 36′ 4″ O | Neetze      | Dm. 4,7 m; H. 0,3 m. Rand auslaufend.                                                                                 | 28933057 | BW   |
| 53° 16′ 4″ N, 10° 36′ 4″ O | Neetze      | Dm. 3,7 m; H. 0,25 m. Rand auslaufend.                                                                                | 28933059 | BW   |
| 53° 16′ 4″ N, 10° 36′ 3″ O | Neetze      | Dm. 3,5 m; H. 0,2 m. Rand auslaufend.                                                                                 | 28933061 | BW   |
| 53° 16′ 4″ N, 10° 36′ 3″ O | Neetze      | Dm. 4 m; H. 0,2 m. Rand auslaufend, Kuppe abgeflacht.                                                                 | 28933063 | BW   |
| 53° 16′ 5″ N, 10° 36′ 3″ O | Neetze      | Dm. 9 m; H. 0,7 m. Rand schwach abgesetzt.                                                                            | 28933065 | BW   |
| 53° 16′ 5″ N, 10° 36′ 5″ O | Neetze      | Dm. 6,8 m; H. 0,45 m. Rand schwach abgesetzt.                                                                         | 28933067 | BW   |
| 53° 16′ 6″ N, 10° 36′ 5″ O | Neetze      | Dm. 4 m; H. 0,2 m. Rand auslaufend, Kuppe abgeflacht.                                                                 | 28933069 | BW   |
| 53° 16′ 5″ N, 10° 36′ 4″ O | Neetze      | Dm. 5,5 m; H. 0,5 m. Rand nach Norden auslaufend und sonst schwach abgesetzt.                                         | 28933071 | BW   |
| 53° 16′ 5″ N, 10° 36′ 3″ O | Neetze      | Fast rund, Dm. 3 m; H. 0,3 m. Rand auslaufend.                                                                        | 28933073 | BW   |
| 53° 16′ 5″ N, 10° 36′ 3″ O | Neetze      | Dm. 3 m; H. 0,2 m. Rand auslaufend, Kuppe abgeflacht.                                                                 | 28933075 | BW   |
| 53° 16′ 5″ N, 10° 36′ 3″ O | Neetze      | Dm. 4,5 m; H. 0,25 m. Rand auslaufend.                                                                                | 28933077 | BW   |
| 53° 16′ 5″ N, 10° 36′ 3″ O | Neetze      | Dm. 5,5 m; H. 0,5 m. Rand nach Norden auslaufend und sonst schwach abgesetzt.                                         | 28933079 | BW   |
| 53° 16′ 5″ N, 10° 36′ 4″ O | Neetze      | Dm. 5 m; H. 0,4 m. Rand auslaufend. Am Süd-Rand Granitstein und am Ost-Rand Lesesteinhaufen. Am Südost-Rand Fahrspur. | 28933081 | BW   |
| 53° 16′ 6″ N, 10° 36′ 4″ O | Neetze      | Dm. 4 m; H. 0,3 m. Rand auslaufend. Am Ost-Rand Lesesteinhaufen.                                                      | 28933083 | BW   |
| 53° 16′ 5″ N, 10° 36′ 4″ O | Neetze      | Dm. 4,5 m; H. 0,3 m. Rand auslaufend. Flache Fahrspur.                                                                | 28933085 | BW   |
| 53° 16′ 6″ N, 10° 36′ 3″ O | Neetze      | Dm. 5,5 m; H. 0,4 m. Rand auslaufend.                                                                                 | 28933087 | BW   |
| 53° 16′ 5″ N, 10° 36′ 2″ O | Neetze      | Dm. 7,5 m; H. 0,3 m. Rand auslaufend, Kuppe eingesenkt.                                                               | 28933183 | BW   |
| 53° 16′ 5″ N, 10° 36′ 2″ O | Neetze      | | 28933185 | BW   |
| 53° 16′ 5″ N, 10° 36′ 2″ O | Neetze      | Dm. 4 m; H. 0,25 m. Rand auslaufend.                                                                                  | 28933187 | BW   |
| 53° 16′ 5″ N, 10° 36′ 2″ O | Neetze      | Dm. 5 m; H. 0,4 m. Rand schwach abgesetzt.                                                                            | 28933189 | BW   |
| 53° 16′ 5″ N, 10° 36′ 1″ O | Neetze      | Dm. 5 m; H. 0,4 m. Rand schwach abgesetzt.                                                                            | 28933191 | BW   |
| 53° 16′ 5″ N, 10° 36′ 1″ O | Neetze      | | 28933193 | BW   |
| 53° 16′ 5″ N, 10° 36′ 1″ O | Neetze      | Dm. 4,7 m; H. 0,3 m. Rand auslaufend.                                                                                 | 28933195 | BW   |
| 53° 16′ 5″ N, 10° 36′ 1″ O | Neetze      | | 28933197 | BW   |
| 53° 16′ 5″ N, 10° 36′ 1″ O | Neetze      | | 28933199 | BW   |
| 53° 16′ 5″ N, 10° 36′ 1″ O | Neetze      | | 28933201 | BW   |
| 53° 16′ 5″ N, 10° 36′ 1″ O | Neetze      | Dm. ca. 4,5 m; H. ca. 0,3 m. Rand auslaufend.                                                                         | 28933203 | BW   |
| 53° 16′ 5″ N, 10° 36′ 1″ O | Neetze      | Dm. 4,6 m; H. 0,25 m. Rand auslaufend.                                                                                | 28933205 | BW   |
| 53° 16′ 5″ N, 10° 36′ 1″ O | Neetze      | Dm. 5 m; H. 0,35 m. Rand schwach abgesetzt.                                                                           | 28933207 | BW   |
| 53° 16′ 5″ N, 10° 36′ 1″ O | Neetze      | Dm. 4 m; H. 0,25 m. Rand auslaufend, Kuppe abgeflacht.                                                                | 28933209 | BW   |
| 53° 16′ 5″ N, 10° 36′ 0″ O | Neetze      | | 28933211 | BW   |
| 53° 16′ 5″ N, 10° 36′ 0″ O | Neetze      | | 28933307 | BW   |
| 53° 16′ 4″ N, 10° 36′ 3″ O | Neetze      | | 28933309 | BW   |

### Neetze 75
Auf oberem N-Hang des Endmoränenrückens „Brummelberg“ liegt eine Gruppe von drei fast runden und drei ovalen Grabhügeln; Durchmesser 8–16 m; Höhe 0,3–1,1 m. Flurstück-Nr. 75–77 und 86 liegen in dichter Reihung von Süden nach Norden.

| Lage                         | Bezeichnung | Beschreibung | ID       | Bild |
| ---------------------------- | ----------- | --- | -------- | ---- |
| 53° 15′ 57″ N, 10° 39′ 33″ O | Neetze 75   | Oval, Nord-Süd orientiert, Länge 12 m, Breite 8 m und Höhe 0,8 m. Rand auslaufend. Dort flache Nordnordwest-Südsüdost orientierte Pflanzfurchen und Tierbaue.                                                                                         | 28933017 | BW   |
| 53° 15′ 56″ N, 10° 39′ 33″ O | Neetze 76   | Fast rund, Durchmesser ca. 8 Meter und Höhe ca. 0,8 Meter, Rand läuft aus, flache, Nord-Süd orientierte Pflanzfurchen. | 28933019 | BW   |
| 53° 15′ 56″ N, 10° 39′ 33″ O | Neetze 77   | Oval, Nord-Süd orientiert, Länge 15 Meter, Breite ca. 11 Meter und Höhe ca. 1,4 Meter, Rand auslaufend. Am Ostrand alte Angrabung. | 28933021 | BW   |
| 53° 15′ 55″ N, 10° 39′ 33″ O | Neetze 78   | Oval, Nord-Süd orientiert, Länge 14 m, Breite 12 m und Höhe 1 m. Rand im Norden deutlich, im Süden schwach abgesetzt. Schneise mit Nordnordwest-Südsüdost orientierter Fahrspur. Von flachen Pflanzfurchen überzogen und kleine Baumstümpfe sichtbar. | 28933023 | BW   |
| 53° 15′ 56″ N, 10° 39′ 32″ O | Neetze 79   | Fast rund, Durchmesser 13 m und Höhe von 1 m. Eine Fahrspur und eine Schneise, die Nordnordwest-Südsüdwest orientiert sind. Tiergänge und kleine Baumstümpfe.                                                                                         | 28933025 | BW   |
| 53° 15′ 57″ N, 10° 39′ 33″ O | Neetze 86   | | 28933121 | BW   |

### Neetze 112
Auf einer natürlichen Anhöhe liegt eine Gruppe von drei Grabhügeln mit Durchmessern von 12–22 m und Höhen von 0,7–1,50 m.

| Lage                         | Bezeichnung | Beschreibung                                                             | ID       | Bild |
| ---------------------------- | ----------- | ------------------------------------------------------------------------ | -------- | ---- |
| 53° 16′ 9″ N, 10° 36′ 24″ O  | Neetze 112  | Dm. ca. 22 m; H. ca. 1,2 m. Zentral trichterförmiges Loch.               | 46896760 | BW   |
| 53° 16′ 10″ N, 10° 36′ 25″ O | Neetze 113  | Flach mit recht großer zentraler Eingrabung. Dm. ca. 12 m; H. ca. 0,7 m. | 46896785 | BW   |
| 53° 16′ 10″ N, 10° 36′ 26″ O | Neetze 114  | Rund, oben abgeflacht. Dm. ca. 22 m; H. ca. 1,5 m.                       | 46896826 | BW   |

## Süttorf
| Lage                         | Bezeichnung          | Beschreibung | ID       | Bild |
| ---------------------------- | -------------------- | --- | -------- | ---- |
| 53° 15′ 37″ N, 10° 39′ 23″ O | Süttorf 1, Grabhügel | Rund, Dm. 17 m; H. 2 m. Hoch gewölbt, Rand abgesetzt und die Oberfläche unregelmäßig. In der Mitte alte Mulde (L. 5 m; Br. 3 m); westlich und südlich davon kleine Eingrabungen. | 28932524 | BW   |

### Süttorf 14
Ca. 1,9–2 km nordöstlich von Süttorf liegt in leicht nach Westen geneigtem Gelände eine Gruppe von drei annähernd runden Grabhügeln (FStNr. 14–16), in der Nähe davon zwei ovalen Erhöhungen, bei denen es sich vielleicht um Grabhügel handelt und eine Wegespur. Dm. der Rundhügel 6,5–16 m; H. 0,4–1,2 m.

| Lage                         | Bezeichnung | Beschreibung | ID       | Bild |
| ---------------------------- | ----------- | --- | -------- | ---- |
| 53° 15′ 17″ N, 10° 39′ 49″ O | Süttorf 14  | Dm. 16 m; H. 1,2 m. Kuppe plateauartig abgeflacht und leicht eingetieft. Rand abgesetzt. Am Süd-Rand eine Ost-West verlaufende Wegespur. | 28932645 | BW   |
| 53° 15′ 17″ N, 10° 39′ 48″ O | Süttorf 15  | Dm. 7 m; H. 0,5 m. Süd-Rand von Ost-West verlaufenden Wegespur angeschnitten.                                                            | 28932647 | BW   |
| 53° 15′ 17″ N, 10° 39′ 44″ O | Süttorf 16  | Fast rund, Dm. 6,5 m; H. 0,4 m. Rand auslaufend. Annähernd Nordost-Südwest verlaufende Pflanzfurchen.                                    | 28932649 | BW   |